# Hans Denck
Hans Denck (født ca. 1495, død 1527) var en tysk protestantisk teolog og en ledende skikkelse af døberbevægelsen under Reformationen.
Denck blev født omkring 1495 i byen Habach i Bayern. Efter at have fået en klassisk uddannelse blev han rektor ved Skt. Sebaldus-kirkens skole i Nürnberg i 1523. Han blev indblandet i retssagen mod kunstnerbrødrene Sebald og Barthel Beham, der blev udvist af byen i 1524 på foranledning af den lutheranske teolog Andreas Osiander.
I 1525 tog han til Augsburg, og derfra flygtede han til Strasbourg i 1526, hvor han boede hos Ludwig Hätzer, en ligesindet anabaptist. Herfra blev han også udvist og efter langs tids omvandren i Sydtyskland, fandt han et fristed hos teologen Johannes Oekolampad i Basel. Efter at have deltaget i Martyrernes Synode i Augsburg vendte han tilbage til Basel, hvor han døde af byldepest i 1527. I sine skrifter rettede han voldsomme angreb mod reformatorerne; sammen med Hätzer oversatte han Profeterne til tysk.

## Teologi
For Denck var Guds levende ord vigtigere end Bibelens ord. Han opfattede Bibelen som et menneskeskabt produkt og så dens bøger som forskellige vidnesbyrd om én sandhed. For Denck var sakramenterne kun symboler: dåben var et tegn på en forpligtelse, nadveren en mindeceremoni.
Denck opfattede Jesus Kristus som legemliggørelsen af det perfekte menneske, der aldrig var adskilt fra Gud, idet han altid udførte Guds vilje og tjener som rollemodel. Luthers lære om at Kristi død på korset frelste os fra synden er i modsætning til Dencks verdensbillede, hvor dette ikke er nødvendigt, idet Guds perfekte kærlighed gør alle kan blive velsignet.